# Kościół Najświętszej Marii Panny Najświętszego Sakramentu i świętych Męczenników kanadyjskich
Kościół Najświętszej Marii Panny Najświętszego Sakramentu i świętych Męczenników kanadyjskich – modernistyczny kościół rzymskokatolicki w dzielnicy Nomentano w Rzymie.
W 1948 watykańska kongregacja nabyła od hrabiego Maraini willę zlokalizowaną przy via G.B. de Rossi. Została ona przeznaczona na potrzeby międzynarodowego seminarium San Pier Giuliano Eymard. W 1949 roku powstał pierwszy projekt budowy kościoła, lecz został on odrzucony, jako niedopasowany do potrzeb lokalnych i charakteru okolicznej architektury. Drugi projekt, autorstwa architekta prof. Bruno M. Ghetti, został zatwierdzony przez Najwyższą Radę Starożytności i Sztuki (Il Consiglio Superiore per le Antichità e Belle Arti) 12 sierpnia 1950.
Rada Generalna Zgromadzenia Misjonarzy Eucharystów (Congregazione del SS. Sacramento) zaproponowała utworzenie w tym miejscu Kanadyjskiego kościoła narodowego. Pomysł zyskał aprobatę ks. Giovanni Battista Montiniego, czyli późniejszego papieża Pawła VI, a zatwierdził Pius XII. Budowa została zakończona w 1955, a konsekracja nastąpiła 1 listopada 1962.
Kościół Najświętszej Marii Panny Najświętszego Sakramentu i świętych Męczenników kanadyjskich jest kościołem tytularnym. Od 19 listopada 2016 kardynałem prezbiterem tego kościoła jest arcybiskup Dhaki kardynał Patrick D’Rozario.